# Artemi Gavezou
Artemi Gavezou Castro est une gymnaste rythmique espagnole, née le 19 juin 1994 à Thessalonique (Grèce). Jusqu'à l'âge de 19 ans, elle vivait en Grèce mais décide de vivre en Espagne ensuite, profitant de sa double-nationalité de par sa mère.

## Biographie
Artemi Gavezou est sacrée vice-championne olympique au concours des ensembles aux Jeux olympiques d'été de 2016 à Rio de Janeiro, avec ses coéquipières Sandra Aguilar,  Elena López, Lourdes Mohedano, Alejandra Quereda. Malgré une première place lors des qualifications, l'ensemble obtient un total de 35,766 points passant derrière les russes avec 36,233 points 